# Mercedes-Benz M273
La sigla Mercedes-Benz M273 indica una piccola famiglia di motori a scoppio prodotto dal 2006 al 2015 dalla Casa tedesca Mercedes-Benz.

## Caratteristiche e versioni

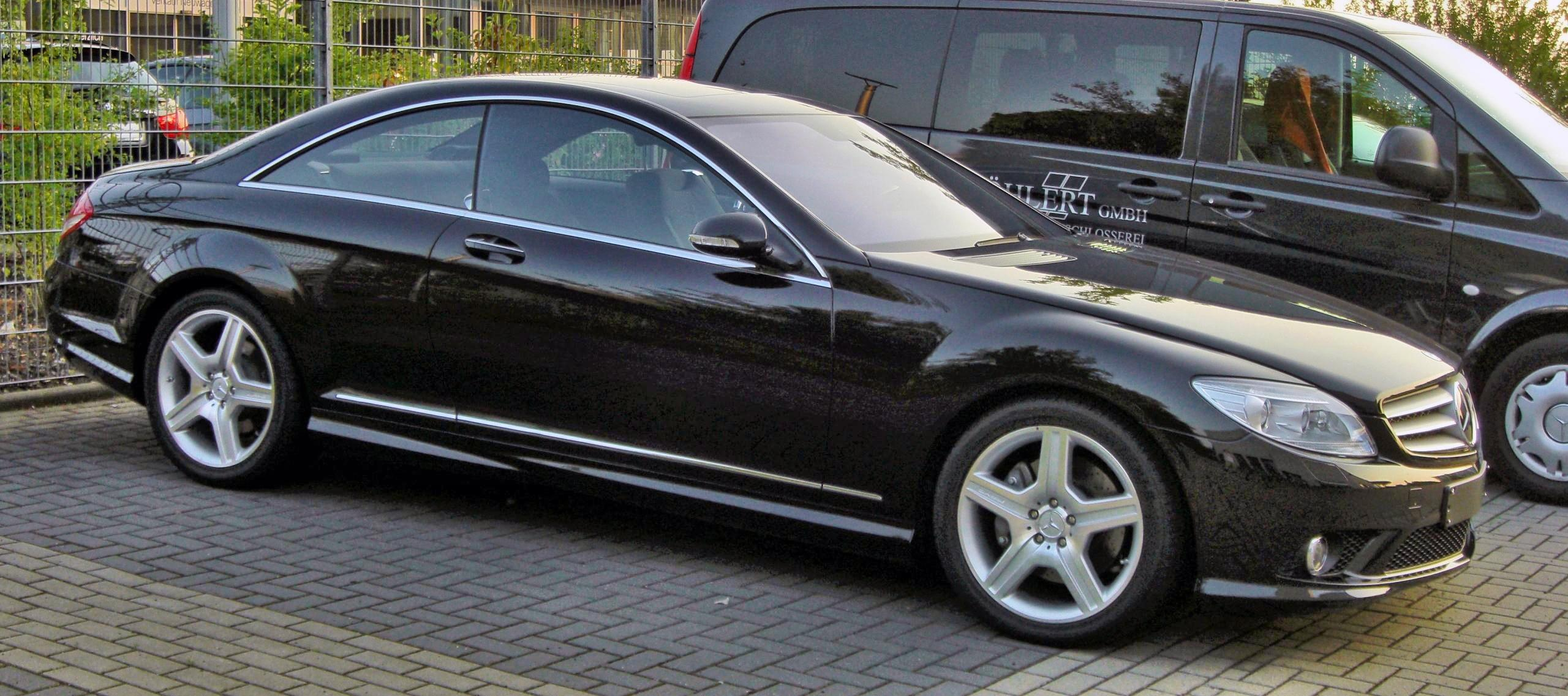
Tra le varie applicazioni dei motori M273, vi è la prestante CL500 C216

Questa piccola famiglia di motori va a sostituire la precedente famiglia di motori M113, della quale riprende l'architettura generale di tipo V8 e la struttura in lega di alluminio. In sostanza, la famiglia di motori M273 è composta da due motori, entrambi nati dall'evoluzione dei motori M113. Tra le novità introdotte dai motori M273, va ricordato il ritorno alla distribuzione a quattro valvole per cilindro (nei motori M113 erano tre) ed un nuovo sistema di raffreddamento del motore, sistema gestito elettronicamente che permette l'eliminazione del termostato.

Nel suo insieme, ogni motore M273 risulta relativamente compatto e leggero: ogni unità motrice pesa circa 187 kg.

In generale, le caratteristiche dei motori M273 sono le seguenti:
- architettura di tipo V8;
- angolo di 90° tra le due bancate;
- basamento, monoblocco e testate in lega di alluminio;
- canne cilindri in lega Silitec di alluminio-silicio;
- testate a 4 valvole per cilindro;
- distribuzione a doppio asse a camme in testa per bancata;
- fasatura variabile continua lato aspirazione e scarico;
- asse a camme lato aspirazione mosso da catena;
- asse a camme lato scarico mosso da ingranaggi;
- collettori di aspirazione a lunghezza variabile realizzati in lega di silicio-magnesio;
- alimentazione ad iniezione elettronica sequenziale;
- rapporto di compressione pari a 10.7:1;
- biella in acciaio forgiato;
- albero a gomiti su cinque supporti di banco.

A partire dall'autunno 2010, questi motori vengono gradualmente sostituiti dal nuovo motore M278, decisamente più evoluto.

## Caratteristiche ed applicazioni
Esistono due versioni appartenenti alla famiglia dei motori M273. Di seguito ne vengono riportate le caratteristiche e le applicazioni. Come si potrà notare, il motore di cilindrata maggiore è identificato dalla sigla 500, convenzione uniforme per quasi tutti i mercati, tranne che in quello statunitense, dove viene utilizzata invece la sigla 550:
| Versione | Codice interno | Alesaggiox corsa (mm) | Cilindrata cm³ | Potenza CV/rpm | Coppia Nm/rpm  | Applicazioni                    | Anni di produzione |
| -------- | -------------- | --------------------- | -------------- | -------------- | -------------- | ------------------------------- | ------------------ |
| M273KE46 | 273.922        | 92.9x86               | 4663           | 340/6000       | 460/ 2700-5000 | Mercedes-Benz S450 W221         | 2006-10            |
| M273KE46 | 273.923        | 92.9x86               | 4663           | 340/6000       | 460/ 2700-5000 | Mercedes-Benz GL450 4Matic X164 | 2006-12            |
| M273KE46 | 273.924        | 92.9x86               | 4663           | 340/6000       | 460/ 2700-5000 | Mercedes-Benz S450 4Matic W221  | 2006-10            |
| M273KE55 | 273.960        | 98x90.5               | 5461           | 388/6000       | 530/ 2800-4800 | Mercedes-Benz E500 W211         | 2006-09            |
| M273KE55 | 273.960        | 98x90.5               | 5461           | 388/6000       | 530/ 2800-4800 | Mercedes-Benz E500 W212         | 2009-11            |
| M273KE55 | 273.960        | 98x90.5               | 5461           | 388/6000       | 530/ 2800-4800 | Mercedes-Benz CLS500 C219       | 2006-10            |
| M273KE55 | 273.961        | 98x90.5               | 5461           | 388/6000       | 530/ 2800-4800 | Mercedes-Benz S500 W221         | 2005-11            |
| M273KE55 | 273.962        | 98x90.5               | 5461           | 388/6000       | 530/ 2800-4800 | Mercedes-Benz E500 4Matic W212  | 2009-11            |
| M273KE55 | 273.963        | 98x90.5               | 5461           | 388/6000       | 530/ 2800-4800 | Mercedes-Benz ML500 W164        | 2008-11            |
| M273KE55 | 273.963        | 98x90.5               | 5461           | 388/6000       | 530/ 2800-4800 | Mercedes-Benz GL500 X164        | 2006-12            |
| M273KE55 | 273.963        | 98x90.5               | 5461           | 388/6000       | 530/ 2800-4800 | Mercedes-Benz R500 W251         | 2007-13            |
| M273KE55 | 273.965        | 98x90.5               | 5461           | 388/6000       | 530/ 2800-4800 | Mercedes-Benz SL500 R230        | 2006-11            |
| M273KE55 | 273.967        | 98x90.5               | 5461           | 388/6000       | 530/ 2800-4800 | Mercedes-Benz CLK500 W209       | 2006-10            |
| M273KE55 | 273.968        | 98x90.5               | 5461           | 388/6000       | 530/ 2800-4800 | Mercedes-Benz S500 4Matic W221  | 2006-10            |
| M273KE55 | 273.968        | 98x90.5               | 5461           | 388/6000       | 530/ 2800-4800 | Mercedes-Benz CL500 C216        | 2006-10            |
| M273KE55 | 273.971        | 98x90.5               | 5461           | 388/6000       | 530/ 2800-4800 | Mercedes-Benz E500 Coupé C207   | 2009-11            |
| M273KE55 | -              | 98x90.5               | 5461           | 388/6000       | 530/ 2800-4800 | Mercedes-Benz G500 W463         | 2007-15            |